# 가톨릭 오이타 교구
가톨릭 오이타 교구(일본어: カトリック大分教区, 라틴어: Dioecesis Oitaensis)는 로마 가톨릭교회 나가사키 관구의 교구이다

## 역사
- 1928년 3월 29일 미야자키 현, 오이타 현이 후쿠오카 교구에서 분리되어, 이탈리아의 살레시오 수도회에 위탁되었다.
- 1935년 1월 28일, 미야자키 대목구로 설정되어, 초대 대목구장에는 살레시오 수도회의 빈센죠 키마티 몬시뇰이 임명되었다.
- 1940년, 빈센죠 키마티 몬시뇰이 대목구장을 사임하여, 가고시마 대목구장서리 이데구치 이치타로 몬시뇰이 겸임하였다
- 1946년, 후쿠오카 교구의 후카오리 센에몬 주교가 대목구장서리를 겸임하였다.
- 1961년 12월 22일, 미야자키 대목구가 승격되어 오이타 교구가 되었다. 초대 교구장에 히라타 사부로가 임명되었다.
- 1962년 3월 26일 히라타 사부로가 주교로 서품되었다.
- 1969년 11월 15일, 히라타 주교가 후쿠오카 교구장으로 임명되어 후임 오이타 교구장에 히라야마 타카키가 임명되었다.
- 1970년 1월 25일 주교로 서품되어 교구장으로 착좌하였다.
- 2000년 5월 10일, 나가사키 대교구의 미야하라 요시하루 신부가 제6대 오이타 교구장에 임명되었다.
- 2000년 6월 12일, 히라야마 주교가 교구장을 퇴임하였다.
- 2000년 10월 1일, 미야하라 요시하루 신부가 주교에 서품되었다
- 2008년 3월 19일, 미야하라 주교가 후쿠오카 교구장으로 임명되었다.
- 2011년 3월 25일 슈에오 하마구치 신부가 교구장으로 임명되었다.

## 관할 구역
오이타현(大分県), 미야자키현(宮崎県)

## 역대 대목구장
- 초대 빈첸초 키마티(Vincenzo Cimatti) 몬시뇰 (1935.01.28–1940.11.21)
- 2대 이데구치 이치타로(프란치스코 하비에르) 몬시뇰 (出口一太郎, 1940.06.10–1945) 대목구장 서리
- 3대 후카오리 센에몬(도미니코) 주교 (1946-1961) 대목구장 서리

## 역대 교구장
- 초대 히라다 사부로(베드로) 주교 (平田三郎, 1961.12.22–1969.11.15)
- 2대 히라야마 다카키(베드로) 주교 (平山高明, 1969.11.15–2000.05.10)
- 3대 미야하라 료지(도미니코) 주교 (宮原良治, 2000.05.10–2008.03.19)
- 4대 슈에오 하마구치(바오로) 주교 (2011년 3월 25일 ~)